# Viļāni kommun
Viļānu novads var en kommun i Lettland. Den låg i den östra delen av landet, 180 km öster om huvudstaden Riga. Antalet invånare var 7 243. Arean var 285 kvadratkilometer.
2021 slogs kommunen samman med Rēzekne kommun.
Följande samhällen fanns i Viļānu novads:
- Viļāni